# Karl Tauer
Karl Tauer (* 31. Oktober 1902 in Millik; † 22. Dezember 1996 in Ottobrunn) war ein deutscher Politiker und Mitglied des Bayerischen Senats.
Tauer besuchte die Volksschule in Waldsassen und Schönwald. Nach der Schulzeit machte er die Lehre zum Facharbeiter in der Porzellanfabrik Schönwald, parallel besuchte er eine Bürgerschule. Bei der Schönwald AG war er bis 1928 tätig, danach war er Sekretär beim Verband der Keramikarbeiter in Fischern, einem Stadtteil von Karlsbad. Bis zum Beginn des Zweiten Weltkriegs war er Hauptkassier des Verbands der Glas- und Keramikarbeiter. Durch die Besetzung des Sudetenlandes durch die deutsche Wehrmacht wurde er arbeitslos. 1939 wanderte er nach Malmö aus. 1941 kehrte er nach Prag zurück, wo er mehrmals verhaftet wurde und dienstverpflichtet für die Volkswohlfahrt tätig war. 1945 wurde er interniert und musste Zwangsarbeit ausüben, ein Jahr später folgte seine Ausreise nach Schönwald in Bayern. Dort war er hauptamtlicher Gewerkschaftsangestellter beim Bayerischen Gewerkschaftsbund im Kreisausschuss Weiden, Bezirkssekretär, Bezirksleiter der IG Chemie-Papier-Keramik in Bayern sowie stellvertretendes Mitglied des Verwaltungsausschusses beim Landesarbeitsamt Südbayern. Er gehörte dem Weidener Stadtrat und von 1961 bis 1967 dem Bayerischen Senat an.